# جان پترسون (کارگردان)
جان پترسون (انگلیسی: John Patterson؛ ۴ مهٔ ۱۹۴۰ – ۷ فوریهٔ ۲۰۰۵) یک کارگردان اهل ایالات متحده آمریکا بود. وی بین سال‌های ۱۹۷۴ تا ۲۰۰۵ میلادی فعالیت می‌کرد.